# 반역 (1966년 영화)
"반역"는 한국에서 제작된 김영효 감독의 1966년 영화이다. 박노식 등이 주연으로 출연하였고 김태현 등이 제작에 참여하였다.

## 출연

### 주연
- 박노식
- 이민자
- 김혜정

## 기타
- 조명: 김윤덕
- 미술: 이문현